# りしり (掃海艇)
りしり（ローマ字：JDS Rishiri, MSC-623、YAS-75）は、海上自衛隊の掃海艇。かさど型掃海艇の20番艇。艇名は利尻島に由来する。

## 艦歴
「りしり」は、第2次防衛力整備計画に基づく昭和39年度計画掃海艇323号艇として、日立造船神奈川工場で1965年3月9日に起工され、1965年11月22日に進水、1966年3月5日に就役し、第2掃海隊群に編入された。同年3月24日、第2掃海隊群隷下に第39掃海隊が新編され、同日付で就役した「れぶん」とともに編入された。
1976年11月18日、大湊地方隊函館基地隊所属の第36掃海隊に編入。
1982年3月27日、特務船に種別変更され、船籍番号がYAS-75に変更。大湊地方隊隷下の水中処分隊母艇となる。
1988年3月10日、除籍。